# Ljusdals tingsrätt
Ljusdals tingsrätt var en tingsrätt i Sverige med säte i Ljusdal. Tingsrättens domsaga omfattade Ljusdals kommun. Tingsrätten och dess domsaga ingick i domkretsen för Hovrätten för Nedre Norrland. Tingsrätten upphörde den 1 oktober 2000 och domstolen och dess domsaga uppgick i Hudiksvalls tingsrätt och dess domsaga.

## Administrativ historik
Vid tingsrättsreformen 1971 bildades denna tingsrätt i Ljusdal av häradsrätten för Västra Hälsinglands domsagas tingslag. Domkretsen bildades av tingslaget. 1971 omfattade domsagan Ljusdals kommun. Tingsplats var Ljusdal. Namnet var inledningsmässigt Västra Hälsinglands tingsrätt.
1 oktober 2000 upphörde Ljusdals tingsrätt och den och dess domsaga uppgick i Hudiksvalls tingsrätt och domsaga. 

## Lagmän
- 1971-1981: Walter Matz (tillförordnad till 1974)
- 1981-1990: Jan Pennlöv
- 1991-2000. Jan-Olov Brännström